# Washington (Iowa)
Washington település az Amerikai Egyesült Államok Iowa államában, Washington megyében, melynek megyeszékhelye is. Lakosainak száma 7352 fő (2020. április 1.).

## Népesség
A település népességének változása:

| 2010 | 7 266 |
| 2020 | 7 352 |